# Etika
德斯蒙德·丹尼尔·阿莫法（英語：Desmond Daniel Amofah，1990年5月12日—2019年6月19日），廣為人知的是其化名Etika，美国游戏直播主、YouTuber與前模特儿，他因制作他本人对于任天堂旗下多款游戏及产品的反应视频而知名。
Etika经历了几个月的心理疾病和自杀问题困扰之后，于2019年6月19日失踪。2019年6月24日，纽约市警局在东河发现了一具尸体，而在一天之后就确认了这具尸体便是Etika。警方当时已经确定死于自杀，後來證實為溺斃。

## 早年境况
阿莫法在1990年5月12日出生於纽约州纽约布鲁克林，父親為加納裔的政治家奧武拉庫·阿莫法，母親名叫薩布麗娜（Sabrina），而其父親的叔叔則是2017年當選加納總理的納納·阿庫福-阿多。他有多個兄弟姊姊，其中包括在2010年10月31日去世的哥哥蘭迪·阿莫法（Randy Amofah）。

## 职业生涯
在YouTube上活躍前，阿莫法是一位模特兒與饒舌歌手，直至2015年他仍偶爾會接模特兒的工作。2012年，阿莫法以《索尼克：战斗》的兌換代碼EkiTa的變形「Etika」為化名，在YouTube創立「EtikaWorldNetwork」頻道，開始直播遊戲和發佈反应视频，在2018年遭官方封鎖前，其YouTube和Twitch頻道有超過80多萬的追隨者，而他新創立的YouTube頻道「TR1Iceman」亦有13萬的訂閱數。阿莫法的影片內容主要與任天堂相關，也經常上傳反应视频。他稱自己的粉絲為「Joy-Con Boyz」，其中Joy-Con指的便是Nintendo Switch的主要控制器。在2016年11月，阿莫法發佈了兩部影片，稱自己已經擁有在2017年才公開發售的Nintendo Switch主機，但經網友細心查證後，發現該主機只是由另一個YouTuber「Sandqvist」經3D打印出來的偽品。
2018年10月，阿莫法在其YouTube頻道上發放了一部色情影片而觸犯YouTube的政策，導致頻道被刪除。同年他亦因在實況中侮辱同性戀而被Twitch封殺。在兩個頻道遭到刪除後，阿莫法在社交媒體上留下了多條含義隱晦的訊息，其中包括「是時候去死了」的言論，他的一些追隨者認為其有可能自殺，造成社群出現一場輕微的恐慌。阿莫法隨後在社交媒體上向粉絲表示自己情況安好和在Reddit上公開道歉，其他實況主亦公開聲稱其安然無恙，才消去追隨者的疑慮。
2019年4月16日，阿莫法在Twitter上稱自己要用在長島的槍店買回來的手槍吞槍自殺，招致他被警方拘捕並送院治療。在2011至2017年間與其交往的艾莉絲·比卡（Alice Pika）表示他情況穩定。隔天，阿莫法發佈了一張比卡聲稱是偽造的，自己拿著槍的照片。同月29日，在發佈多條隱晦且帶同性戀恐懼和反猶太色彩的推文後，他封鎖掉其所有的好友。當天的晚些時候，在一位粉絲打電話問候其情況後，他在Instagram上直播表示自已正被警方拘留，該直播在最高峰時期曾有19,000人同時觀看。同一星期，阿莫法因襲警而再被警方拘押。他之後接受YouTube頻道「DramaAlert」採訪，稱自己是一個敵基督者，並想「淨化所有生命」。

## 失踪與逝世
2019年6月19日的深夜，阿莫法在YouTube頻道「TR1Iceman」上發佈了一部題為《我很抱歉》（I'm sorry）的影片，在影片中他暗示有自殺的念頭，並承認自己患有心理健康的疾病，對在直播上獲得太多關注一事感到苦惱，並一一向其父母、朋友和粉絲等人，特別向希望幫助他的人致歉。阿莫法在影片中說：「我希望我的故事能讓YouTube在未來成為一個更好的平台，讓他們知道其極限在哪裡和應該走到什麼地步」。《我很抱歉》其後因違反YouTube的社群守則而被刪除，但他的許多粉絲已把它轉發至多個平台。阿莫法在當天晚上10:30透過「TR1Iceman」頻道在特拉维斯·斯科特的歌曲《90210》432hz版本的影片中簡單留言「好酷啊…」（Dope...），此後便音訊全無。另外，他亦讚好了該影片。
6月20日，紐約市警察局（NYPD）對外發佈尋人啟示，稱阿莫法已失蹤多時。兩天後，他的個人財物被發現在曼哈頓大橋的人行道上，其中包括背包、錢包、手提電腦袋、手提電話、更換衣服和Nintendo Switch主機。在阿莫法失蹤後，多位實況主和他的粉絲試圖聯繫他以給予他們的幫助。同月24日下午，东河盡頭的南街海港第16號碼頭對開（距個人物品發現地約800米）據報發現一具屍體，經紐約警方搜證後確認為已失蹤近一星期的阿莫法，並在隔天早上公佈其死訊，同時宣布將會對其死因進行調查，後來證實為溺斃。
在阿莫法的死訊傳開後，許多YouTuber和實況主都紛紛表達哀悼，包括PewDiePie、Jacksepticeye、KSI和Pokimane等，而YouTube官方亦透過YouTube Creator的Twitter帳號表示社群失去了一個受粉絲喜愛的人物。一些粉絲請求YouTube重新上傳阿莫法的最後一部影片以讓他們紀念，同時還有人在Change.org請願，要求恢復阿莫法的原頻道，以保留他的遺產。截止2019年6月29日，該請願已有超過38萬人簽署。另外亦有數萬人支持讓阿莫法在位於聖布魯諾的YouTube總部安葬的聯署。後來亦有粉絲在被認為是阿莫法跳河的地點，即曼哈頓大橋的人行道上豎立了紀念碑，並在那留下信件、粉絲繪圖、Twizzlers、Joy-Con控制器和其他任天堂相關的產品或紀念品。
2019年7月21日，PewDiePie和美國演員傑克·布萊克以阿莫法的死為由，在GoFundMe上開設了一個為全國精神疾病聯盟（NAMI）眾籌的網站。他們在兩天後一起玩以為活動籌款。PewDiePie向籌款網站捐贈了10,000美元，同時亦為NAMI籌集30,000多美元。全數款項會捐獻給阿莫法的個人網站──etikaworldnetwork.myshopify.com，另外NAMI的籌款也會以他的名義捐贈。